# Pebworth
Pebworth – wieś w Anglii, w hrabstwie Worcestershire, w dystrykcie Wychavon. Leży 30 km na wschód od miasta Worcester i 135 km na północny zachód od Londynu.